# Calce (Francia)
Calce (in catalano Calce) è un comune francese di 229 abitanti situato nel dipartimento dei Pirenei Orientali nella regione dell'Occitania.

## Geografia fisica

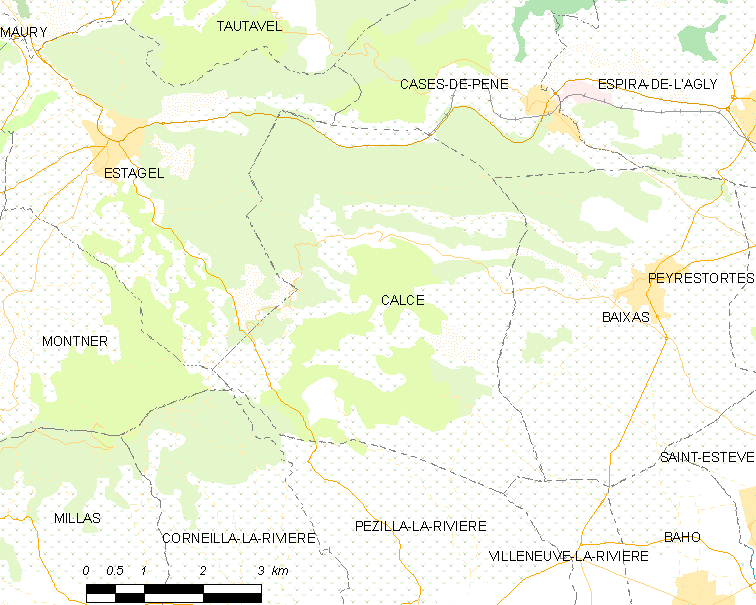
Situazione di Calce

## Amministrazione

### Sindaci
| Nome                  | Mandato     |
| --------------------- | ----------- |
|                       |             |
| Gil Deluncle          | ? - 1815    |
| Pierre Deluncle Vidal | 1815 - ?    |
|                       |             |
| Paul Schramm          | 2001 - 2014 |
| Bruno Valiente        | 2014 -      |

## Società

### Evoluzione demografica
Abitanti censiti